# Balance of Power (Band)
Balance of Power ist eine britische Power- und Progressive-Metal-Band aus Brighton, die im Jahr 1995 gegründet wurde.

## Geschichte
Die Band wurde im Jahr 1995 von Keyboarder Ivan Gunn gegründet. Zusammen mit einigen anderen Mitgliedern aus der Londoner Umgebung begannen im Oktober 1996 die Aufnahmen zum Debütalbum When the World Falls Down. Nachdem die Aufnahmen beendet waren, erreichte die Band einen Vertrag mit Pony Canyon für einen Vertrieb in Japan. Es folgten einige Auftritte in Japan. Kurz darauf verließ Gitarrist Paul Curtis die Band und wurde durch Pete Southern ersetzt. Die Band arbeitete dann an neuen Stücken. Pony Canyon gefiel der Gesangsstil von Tony Ritchie nicht mehr, sodass er durch Lance King ersetzt wurde. Ritchie blieb der Band jedoch weiterhin für das Schreiben der Liedtexte erhalten. Im Jahr 1998 erschien das Album Book of Secrets. Nach der Veröffentlichung, begannen bereits die Arbeiten zum nächsten Album Ten More Tales of Grand Illusion. Das Album wurde in London in den POD Studios und den Summit Studios aufgenommen. Abgemischt und gemastert wurde es in den OarFin Studios in Minneapolis unter der Leitung von Todd Fitzgerald. Die folgenden beiden Alben sollten auf dieselbe Weise aufgenommen werden. Keyboarder Gunn war zu sehr mit seinem Label beschäftigt, sodass er die Band verließ, noch ehe er etwas zu dem Album beitragen konnte. Das Album erschien in Nordamerika bei Nightmare Records, in Europa bei Massacre Records. Als temporärer Gastkeyboarder war Leon Lawson zu hören.  Nach der Veröffentlichung folgte eine 21-tägige Tournee, die 19 Auftritte umfasste. Kurz vor der Tournee verließ Bassist Chris Dale die Gruppe und wurde durch Ex-Sänger Tony Ritchie ersetzt. Nach der Tournee begannen die Arbeiten zum nächsten Album Perfect Balance, das im Jahr 2001 erschien. Im November folgte ein Auftritt auf dem ProgPower USA in Atlanta. Im Januar 2003 verließ Sänger King die Band. Die Arbeiten zum nächsten Album Heathen Machine begannen. Währenddessen kam John K. (Biomechanical) als neuer Sänger zur Besetzung. Daraufhin begannen die Aufnahmen zum Album, sodass es am 23. September 2004 bei Massacre Records in Europa erschien. In Japan erschien es bei Avalon Marquee, in den USA bei DCA Records. Nach der Veröffentlichung folgten Auftritte in Deutschland und London und Derby. Danach begannen die Arbeiten zum nächsten Album. Währenddessen wurde im Jahr 2005 eine Kompilation veröffentlicht, die den Namen Heathenology trug, auf der unter anderem Live-Audio- und -Video-Aufnahmen enthalten waren.

## Stil
Die Band spielt Power Metal, bei dem die progressiven Anteile oft sehr hoch sind.

## Diskografie
- 1997: When the World Falls Down (Album, Pony Canyon)
- 1998: Book of Secrets (Album, Pony Canyon)
- 1999: Ten More Tales of Grand Illusion (Album, Nightmare Records (Nordamerika), Massacre Records (Europa))
- 2001: Perfect Balance (Album, Avalon Marquee (Japan), Massacre Records (Europa))
- 2003: Heathen Machine (Album, Massacre Records)
- 2005: Heathenology (Kompilation, Massacre Records)